# Martin Kenny

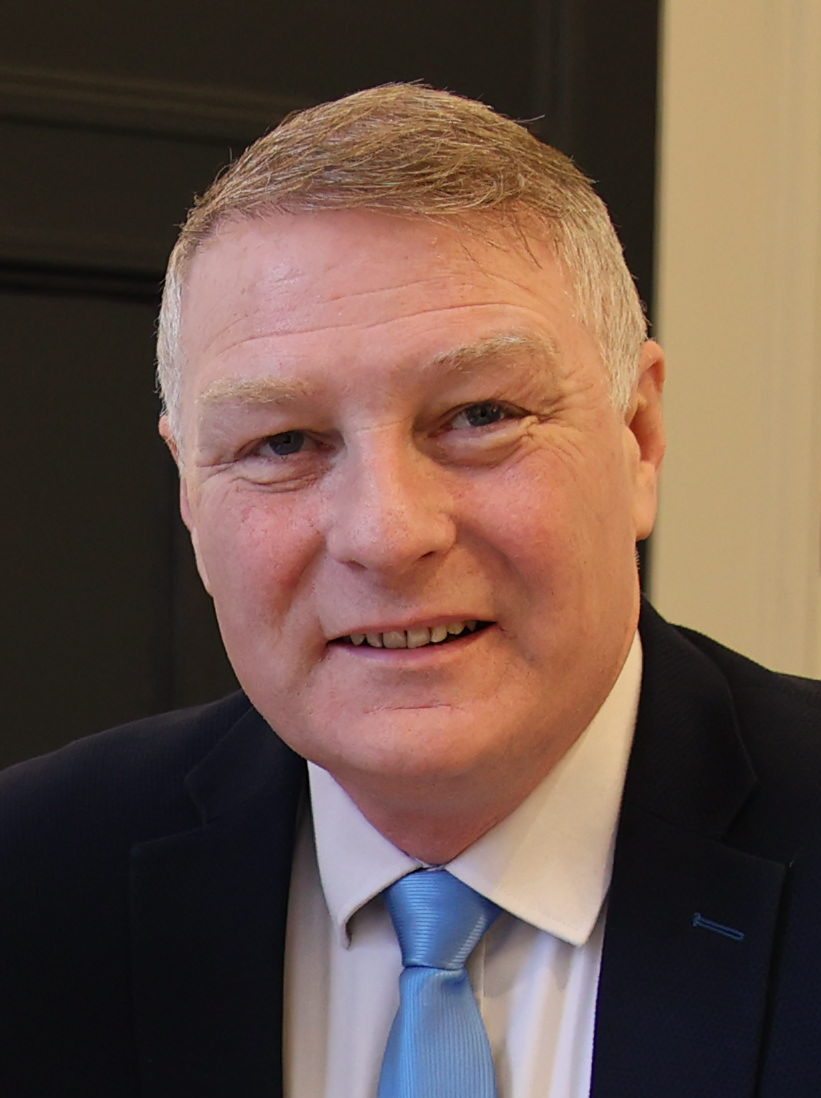
Martin Kenny (2024)

Martin Kenny (* 1. Oktober 1971 in Sligo, Irland) ist ein irischer Politiker der Sinn Féin, der seit Februar 2016 Abgeordneter im Dáil Éireann ist.

## Leben
Kenny betrieb eine Champignonzucht und eine Agrarberatung. 2001 wurde er in den Leitrim County Council gewählt. Ohne Erfolg versuchte er 2007 und 2011, im Wahlkreis Roscommon–South Leitrim in den Dáil Éireann gewählt zu werden. Bei den Wahlen 2016 war er dann erfolgreich und erreichte einen Sitz im Wahlkreis Sligo–Leitrim. 2020 und 2024 konnte er diesen Erfolg wiederholen.

## Privates
Martin Kenny ist mit Helen verheiratet. Gemeinsam haben sie vier Kinder.